# Pat O'Neill
Patrick O'Neill, más conocido como Pat O'Neill (Los Ángeles, 1939) es un cineasta y artista experimental independiente estadounidense que también ha trabajado en la industria de los efectos especiales. Aunque su obra abarca un ámbito técnico y estético muy amplio, quizá sea más conocido por sus composiciones cinematográficas, surrealistas y humorísticas, logradas gracias a su dominio de la impresora óptica, en la que se le considera un maestro e innovador. Sus películas y otras obras de arte revelan a menudo un complejo y misterioso interés por las conexiones y los choques entre el mundo natural y la civilización humana. O'Neill también ha producido una amplia obra en dibujo, collage, escultura, instalación y muchos otros medios.

## Biografía
Pat O'Neill estudió Diseño y Escultura en Universidad de California en Los Ángeles (UCLA), y con su primera película, By the Sea (1963), fue uno de los pioneros en la introducción de gráficos hechos por ordenador. También fue cofundador de la escuela CalArts de cine y vídeo a principios de los años 1970. Es autor de una extensa filmografía repleta de innovaciones.
Entre sus primeras películas en 16 mm se encuentran Runs Good (1970), Easyout (1971) y Down Wind (1973). Sus últimas películas en 35 mm son Water and Power (1989), Trouble in the Image (1996) y The Decay of Fiction (2002). El 30 de diciembre de 2008, Water and Power se incluyó en el Registro Cinematográfico Nacional. Las copias de las películas de O'Neill se conservan en numerosos archivos y museos de todo el mundo; su colección completa se encuentra en el Archivo Cinematográfico de la Academia, donde se han conservado varios de sus cortometrajes, como By the Sea, Bump City y 7362. La Academia también ha conservado dos de sus películas más largas en colaboración con O'Neill: Water and Power, en 2009, y Trouble in the Image, en 2016.
Pat O'Neill también ha impartido clases en el Instituto de las Artes de California. Influyó en una generación de estudiantes de CalArts, entre los que se encuentran Adam Beckett, Robert Blalack, Chris Casady y Larry Cuba, que posteriormente trabajaron en los efectos especiales de la película de Star Wars.